# Croacia-Eslovenia
La Croacia-Eslovenia (oficialmente: Croatia-Slovenia) es una carrera ciclista de un día registrada en Eslovenia que se ha disputado entre Zagreb (Croacia) y Novo Mesto (Eslovenia) en las últimas dos ediciones.
Se comenzó a disputar en 2008 formando parte del UCI Europe Tour, dentro de la categoría 1.2 (última categoría del profesionalismo). Se disputaba entre  Liubliana (Eslovenia) y Zagreb (Croacia) en (2008, 2011 y 2012), en 2010 se hizo en sentido contrario, de Zagreb a Liubliana, y en 2013 estuvo registrada en Croacia.

## Palmarés
| Año               | Ganador        | Segundo           | Tercero           |
| ----------------- | -------------- | ----------------- | ----------------- |
| Liubliana-Zagreb  |                |                   |                   |
| 2008              | Robert Vrečer  | Matija Kvasina    | Marco Ghiselli    |
| Zagreb-Liubliana  |                |                   |                   |
| 2009              | Robert Vrečer  | Hrvoje Miholjević | Kristjan Fajt     |
| 2010              | Matej Mugerli  | Josef Benetseder  | Marko Kump        |
| Liubliana-Zagreb  |                |                   |                   |
| 2011              | Kristjan Fajt  | Reto Hollenstein  | Jakub Kratochvíla |
| 2012              | Marko Kump     | Matej Mugerli     | Luka Mezgec       |
| Croacia-Eslovenia |                |                   |                   |
| 2013              | Riccardo Zoidl | Dominik Hrinkow   | Klemen Štimulak   |
| 2014              | Primož Roglič  | David Wöhrer      | Matej Marin       |
| 2015              | Marko Kump     | Filippo Fortin    | Mattia Gavazzi    |
| 2016              | Jannik Steimle | Patrick Schelling | Ziga Groselj      |
| 2017              | Dušan Rajović  | Luka Čotar        | Žiga Jerman       |
| 2018              | Dušan Rajović  | Michael Kukrle    | Filippo Fortin    |
| 2019              | Marko Kump     | Rok Korošec       | Tilen Finkšt      |

## Palmarés por países
| País      | Victorias |
| --------- | --------- |
| Eslovenia | 8         |
| Serbia    | 2         |
| Austria   | 1         |
| Alemania  | 1         |